# شهیدلر
شهیدلر (به لاتین: Şeidlər) یک منطقه مسکونی در جمهوری آذربایجان است که در شهرستان شمکور واقع شده است. شهیدلر ۵۶۸ نفر جمعیت دارد.